# Gröbnerbasis
Eine Gröbnerbasis (nach Bruno Buchberger, 1965) bzw. Standardbasis (nach Heisuke Hironaka, 1964) ist ein endliches Erzeugendensystem zu einem Ideal {\displaystyle I} im Polynomring {\displaystyle K[X_{1},\ldots ,X_{n}]} über dem Körper {\displaystyle K}, das besonders gut dafür geeignet ist, zu entscheiden, ob ein gegebenes Polynom zum Ideal gehört oder nicht.
Buchberger entwickelte diese 1965 in seiner Dissertation bei Wolfgang Gröbner und benannte sie nach ihm.

## Motivation: Idealzugehörigkeitsproblem und verallgemeinerte Polynomdivision

### Das Idealzugehörigkeitsproblem
Es sei {\displaystyle I=(g_{1},\ldots ,g_{n})\subseteq K[X_{1},\dots ,X_{k}]}, also das von den Polynomen {\displaystyle g_{1},\ldots ,g_{n}} erzeugte Ideal, dann gehört ein Polynom {\displaystyle f} genau dann zu {\displaystyle I}, wenn sich {\displaystyle f} als Linearkombination
{\displaystyle f=a_{1}g_{1}+\dots +a_{n}g_{n}}
mit Polynomen {\displaystyle a_{1},\dots ,a_{n}\in K[X_{1},\dots ,X_{k}]} schreiben lässt.
Man kann nun versuchen, so eine Darstellung mit Hilfe der Polynomdivision mit Rest zu finden, indem man so lange dividiert, bis der erhaltene Rest verschwindet und damit die Division aufgeht:
{\displaystyle f=a_{1}g_{1}+r_{1}}
{\displaystyle f=a_{1}g_{1}+a_{2}g_{2}+r_{2}}
…
Dabei treten aber zwei Probleme auf:
1. Bei multivariaten Polynomen {\displaystyle p\in K[X_{1},\ldots ,X_{k}]} lassen sich die Terme nicht mehr ohne Weiteres „der Größe nach“ ordnen, was für die Polynomdivision aber notwendig ist.
2. Können wir denn überhaupt sicher sein, dass durch wiederholte Polynomdivision immer der Rest 0 erscheint?

Das erste Problem lässt sich recht einfach lösen, indem eine Monomordnung gewählt wird. Dann können die Terme jedes Polynomes nach dieser Ordnung angeordnet werden; vor allem können wir nun vom Leitterm {\displaystyle \operatorname {LT} } eines Polynoms sprechen, also des bezüglich der Monomordnung größten Monoms mit seinem Koeffizienten. Als Nachteil bleibt, dass die Anordnung der Monome und auch das Ergebnis der Polynomdivisionen von der Wahl der Monomordnung abhängen.
Das zweite Problem ist schwieriger, denn es ist tatsächlich nicht lösbar, wenn die erzeugenden Polynome fest vorgegeben sind. Es kann nur gelöst werden, indem das Erzeugendensystem passend geändert wird. Eine Gröbnerbasis stellt sich als ein geeignetes Erzeugendensystem heraus.

### Verallgemeinerte Polynomdivision
Die Aufgabe der verallgemeinerten Polynomdivision ist nun also: Für ein Polynom {\displaystyle f} und mehrere Polynome {\displaystyle g_{1},\dots ,g_{n}} sollen Polynome {\displaystyle a_{1},\dots ,a_{n},r} gefunden werden, die die Gleichung
{\displaystyle f=a_{1}g_{1}+\dots +a_{n}g_{n}+r}
erfüllen.
Dazu bietet sich folgendes Vorgehen an:
1. Beginne mit {\displaystyle a_{1}=\dots =a_{n}=r=0}.
2. Falls {\displaystyle f=0}, brich ab, sonst vergleiche der Reihe nach alle {\displaystyle \operatorname {LT} (g_{i})}, ob sie {\displaystyle \operatorname {LT} (f)} teilen.
3. Falls etwa {\displaystyle a\operatorname {LT} (g_{i})=\operatorname {LT} (f)}, so ersetze {\displaystyle a_{i}} durch {\displaystyle a_{i}+a} und {\displaystyle f} durch {\displaystyle f-ag_{i}} und gehe zu Schritt 2.
4. Falls {\displaystyle \operatorname {LT} (f)} von keinem {\displaystyle \operatorname {LT} (g_{i})} geteilt wird, so ersetze {\displaystyle r} durch {\displaystyle r+\operatorname {LT} (f)} und {\displaystyle f} durch {\displaystyle f-\operatorname {LT} (f)} und gehe zu Schritt 2.

Dann ist in jedem Schritt die Gleichung
{\displaystyle f_{\text{urspr}}=a_{1}g_{1}+\dots +a_{n}g_{n}+r+f_{\text{aktuell}}}
erfüllt, und schließlich, wenn {\displaystyle f_{\text{aktuell}}=0}, ist die gewünschte Darstellung gefunden.
Mit dieser Division haben wir das Problem wie gewünscht auf ein kleineres Polynom reduziert, denn es ist {\displaystyle f\in I} genau dann, wenn {\displaystyle r\in I}. Falls {\displaystyle r=0}, ist das klar, und {\displaystyle f\in I}. Ist aber {\displaystyle r\neq 0}, können wir auf diesem Weg nicht entscheiden, ob {\displaystyle r\in I} oder {\displaystyle r\not \in I}:
Beispiel: Seien {\displaystyle g_{1}=x}, {\displaystyle g_{2}=x^{2}+1} und {\displaystyle f=g_{1}+g_{2}=x^{2}+x+1}. Testet man die erzeugenden Polynome der Reihe nach (also in aufsteigender Reihenfolge der Indizes) und wendet die beschriebene Division an, erhält man:
{\displaystyle f=xg_{1}+(x+1)=(x+1)g_{1}+1}
Offenbar gilt aber {\displaystyle f=g_{1}+g_{2}\in I}, also auch {\displaystyle r=1\in I} (nämlich {\displaystyle 1=-xg_{1}+g_{2}}). Man kann also im Allgemeinen aus {\displaystyle r\neq 0} nicht folgern, dass {\displaystyle r\not \in I} und damit {\displaystyle f\not \in I} gilt.

## Definition
Ein Erzeugendensystem {\displaystyle G=(g_{1},\ldots ,g_{n})} von {\displaystyle I} ist eine Gröbnerbasis (bezüglich einer Monomordnung {\displaystyle <}) von {\displaystyle I}, falls für jedes Polynom {\displaystyle f\in I\setminus \{0\}} ein {\displaystyle g_{i}} existiert, dessen Leitmonom das Leitmonom von {\displaystyle f} teilt.
Eine Gröbnerbasis {\displaystyle G} heißt reduziert, falls alle {\displaystyle g\in G} normiert sind, und kein Monom von {\displaystyle g} durch die Leitterme der anderen Gröbnerbasispolynome dargestellt werden kann, also kein Monom von {\displaystyle g} in {\displaystyle \langle \{\operatorname {LT} (g'):g'\in G\setminus \{g\}\}\rangle } liegt. Man kann zeigen, dass jedes Ideal (für eine gegebene Monomordnung) eine eindeutig bestimmte reduzierte Gröbnerbasis besitzt.

## Anwendungen
Das Konzept von Gröbnerbasen gibt zunächst eine Lösung des Idealzugehörigkeitsproblems. Damit verbunden lassen sich aber auch andere Probleme lösen (oder zumindest vereinfachen).

### Lösung des Idealzugehörigkeitsproblems
Wird mit dem oben beschriebenen Verfahren eine nicht weiter reduzierbare Darstellung
{\displaystyle f=k_{1}g_{1}+\ldots +k_{n}g_{n}+r}
bezüglich einer Gröbnerbasis {\displaystyle G=(g_{1},\ldots ,g_{n})} des Ideals {\displaystyle I} gefunden, so gilt {\displaystyle f\in I} genau dann, wenn {\displaystyle r\in I}. Da aber {\displaystyle G} eine Gröbnerbasis ist, gilt das wiederum genau dann, wenn {\displaystyle r=0}, da nach Annahme kein Leitmonom eines {\displaystyle g_{i}} das Leitmonom von {\displaystyle r} teilt.
Mit dem Buchberger-Algorithmus können Gröbnerbasen berechnet werden. Damit ist das Problem, ob ein Polynom zu einem Ideal gehört oder nicht, von Computeralgebrasystemen lösbar.
Beispiel: Wenn wie im Beispiel oben die erzeugenden Polynome {\displaystyle g_{1}=x,g_{2}=x^{2}+1} gegeben sind, sowie {\displaystyle f=g_{1}+g_{2}=x^{2}+x+1}, dann hatte die Polynomdivision Rest {\displaystyle 1} geliefert.
Wenden wir zunächst den Buchberger-Algorithmus auf dieses Beispiel an, so erhalten wir die (nicht reduzierte) Gröbnerbasis {\displaystyle (x,x^{2}+1,-1)} von {\displaystyle I}. Bezüglich dieses Divisors ist die Division hier noch nicht abgeschlossen, denn es ist mit {\displaystyle g_{3}=-1}:
{\displaystyle f=xg_{1}+(x+1)=(x+1)g_{1}+1=(x+1)g_{1}+(-1)g_{3}}
Wir sehen hier auch, dass die Darstellung bezüglich der Gröbnerbasis nicht eindeutig ist (da {\displaystyle f=g_{1}+g_{2}=(x+1)g_{1}-g_{3}}), sondern von der Reihenfolge der erzeugenden Polynome und der gewählten Monomordnung abhängt.

### Polynomiale Gleichungssysteme
Ein polynomiales Gleichungssystem besteht aus endlich vielen Gleichungen {\displaystyle f_{1}(x)=0,\ldots ,f_{k}(x)=0}, wobei {\displaystyle f_{1},\ldots ,f_{k}\in K[x_{1},\ldots ,x_{n}]} gegebene Polynome in {\displaystyle n} Unbestimmten über einem Körper {\displaystyle K} und deren gemeinsame Nullstellen {\displaystyle x\in K^{n}} gesucht sind. Die Lösungsmenge {\displaystyle \{x\in K^{n}:f_{1}(x)=\cdots =f_{k}(x)=0\}} eines solchen Gleichungssystems beschreibt eine algebraische Varietät. Diese ist offenbar gleich {\displaystyle \{x\in K^{n}:f(x)=0\quad \forall f\in I\}}, wobei {\displaystyle I=(f_{1},\ldots ,f_{k})} das von den Polynomen erzeugte Ideal ist.
Soll ein bestimmtes polynomiales Gleichungssystem gelöst werden, genügt es also das Ideal zu betrachten, das von den Polynomen erzeugt wird. Dann kann es hilfreich sein, mit Hilfe des Buchberger-Algorithmus und einer geeigneten lexikographischen Monomordnung eine reduzierte Gröbnerbasis zu finden. Dann bleibt zwar das Problem, die Nullstellen dieser Polynome zu finden (z. B. näherungsweise durch numerische Verfahren), aber die zu untersuchenden Polynome haben immerhin eine kleinere Anzahl an Variablen und kleineren Grad.
Beispiel: Welche Lösungen {\displaystyle (x,y,z)\in \mathbb {R} ^{3}} hat das folgende Gleichungssystem?
{\displaystyle x^{2}+y^{2}+z^{2}-1=0}
{\displaystyle x^{2}-y+z^{2}=0}
{\displaystyle x-z=0}
Mit Hilfe des Computers erhält man für die lexikographische Monomordnung {\displaystyle x>y>z} die (reduzierte) Gröbnerbasis {\displaystyle g_{1}=x-z,g_{2}=-y+2z^{2}} und {\displaystyle g_{3}=z^{4}+{\frac {1}{2}}z^{2}-{\frac {1}{4}}}. Die gesuchten Lösungen sind also genau die Lösungen des einfacheren Gleichungssystems
{\displaystyle x=z}
{\displaystyle y=2z^{2}}
{\displaystyle z^{4}+{\frac {1}{2}}z^{2}-{\frac {1}{4}}=0}
Und wir sehen, dass die Lösungsmenge aus nur zwei Punkten besteht: {\displaystyle \left\{(z,2z^{2},z):z=\pm {\frac {1}{2}}{\sqrt {{\sqrt {5}}-1}}\right\}} (die zwei weiteren Lösungen {\displaystyle \pm {\frac {1}{2}}{\sqrt {-{\sqrt {5}}-1}}} sind in {\displaystyle \mathbb {R} } nicht enthalten).

### Gleichheit von Idealen und algebraischen Varietäten
Da (zu einer gegebenen Monomordnung) die reduzierte Gröbnerbasis eines Ideals eindeutig bestimmt ist, kann die Gleichheit von Idealen untersucht werden, indem (zu irgendeiner Monomordnung) die reduzierten Gröbnerbasen gebildet werden. Die Ideale sind genau dann gleich, wenn diese reduzierten Gröbnerbasen gleich sind.
Auf diese Weise kann man auch rein rechnerisch die Gleichheit von algebraischen Varietäten untersuchen, da diese durch ihre erzeugenden Ideale eindeutig bestimmt sind. Sind die reduzierten Gröbnerbasen gleich, dann sind die erzeugenden Ideale und damit auch die erzeugten Varietäten gleich.